# Beata Chomątowska
Beata Chomątowska (ur. 12 lipca 1976 w Krakowie) – polska pisarka, dziennikarka, antropolożka religii i europeistka.

## Życiorys
Absolwentka Uniwersytetu Ekonomicznego w Krakowie (specjalność: studia europejskie), religioznawstwa na Uniwersytecie Jagiellońskim i Hogeschool Brabant w Bredzie, gdzie studiowała w ramach stypendium Tempus. W Holandii spędziła 1,5 roku. Przetworzony literacko zapis tych doświadczeń zawarła w książce Prawdziwych przyjaciół poznaje się w Bredzie. 
Jako dziennikarka była związana z: krakowskim „Dziennikiem Polskim”, „Pulsem Biznesu” i „Rzeczpospolitą”. Współpracuje z „Tygodnikiem Powszechnym” i „Gazetą Stołeczną” (warszawskim dodatkiem do „Gazety Wyborczej”). 
Od 2005 roku mieszka w Warszawie. W 2010 roku była współzałożycielką Stowarzyszenia Inicjatyw Społeczno-Kulturalnych Stacja Muranów, które działa na warszawskim Muranowie. W latach 2010−2022 była jego prezeską.  
W 2013 roku otrzymała nagrodę ZAiKS-u im. Karola Małcużyńskiego za varsaviana, była też nominowana do Nagrody Literackiej m.st. Warszawy w kategorii edycja warszawska za książkę Stacja Muranów, a w 2016 roku za książkę Pałac. Biografia intymna. Książka Stacja Muranów  była również nominowana w 2013 roku do Nagrody im. Jerzego Turowicza oraz Gwarancji Kultury. W 2019 roku za książkę Betonia dostała nominację do Nagrody Literackiej Gdynia w kategorii esej. We wrześniu 2021 roku otrzymała nagrodę Krakowska Książka Miesiąca za powieść Andreowia.   
Współautorka (razem z Jackiem Leociakiem) scenariusza wystawy czasowej „Tu Muranów” w Muzeum Historii Żydów Polskich Polin.   
Jest żoną Pawła Szałamachy.
Jest członkiem Stowarzyszenia Unia Literacka.

## Książki
- Stacja Muranów, Wydawnictwo Czarne, Wołowiec 2012.
- Prawdziwych przyjaciół poznaje się w Bredzie, Wydawnictwo Czarne, Wołowiec 2013.
- Lachert i Szanajca. Architekci awangardy, Wydawnictwo Czarne, Wołowiec 2014.
- Pałac. Biografia intymna, Społeczny Instytut Wydawniczy „Znak”, Kraków 2015.
- Betonia. Dom dla każdego, Wydawnictwo Czarne, Wołowiec 2018.
- Andreowia, Wielka Litera, Warszawa 2021.
- Miasto Dzieci Świata, Wydawnictwo Czarne, Wołowiec 2024, ISBN 978-83-8191-875-6.

## Współautorka
- Jakoś to będzie. Szczęście po polsku, Społeczny Instytut Wydawniczy „Znak”, Kraków 2017 (współautorzy: Dorota Gruszka, Daniel Lis i Urszula Pieczek).
- Przecież ich nie zostawię. O żydowskich opiekunkach w czasie wojny, Wydawnictwo Czarne, Wołowiec 2018 (współautorki: Sylwia Chutnik, Patrycja Dołowy, Monika Sznajderman, Magdalena Kicińska, Karolina Przewrocka, Karolina Sulej i Agnieszka Witkowska-Krych).
- Live the Polish way of life & Jakoś to będzie, Społeczny Instytut Wydawniczy „Znak”, Kraków 2019 (współautorzy: Dorota Gruszka, Daniel Lis i Urszula Pieczek).
- Każdemu jego śmietnik. Szkice o śmieciach i śmietniskach, Wydawnictwo Czarne, Wołowiec 2019 (współautorzy: Paweł Dunin-Wąsowicz, Natasza Goerke, Zbigniew Mikołejko, Włodzimierz Karol Pessel, Maria Poprzęcka, Małgorzata Rejmer, Anda Rottenberg, Filip Springer, Ziemowit Szczerek, Krzysztof Środa, Ilona Wiśniewska, Urszula Zajączkowska).
- MUR. Ilustrowany atlas architektury Muranowa, Centrum Architektury, Warszawa 2022 (współautorzy: Grzegorz Piątek, Katarzyna Uchowicz).